# 韋萊涅城堡

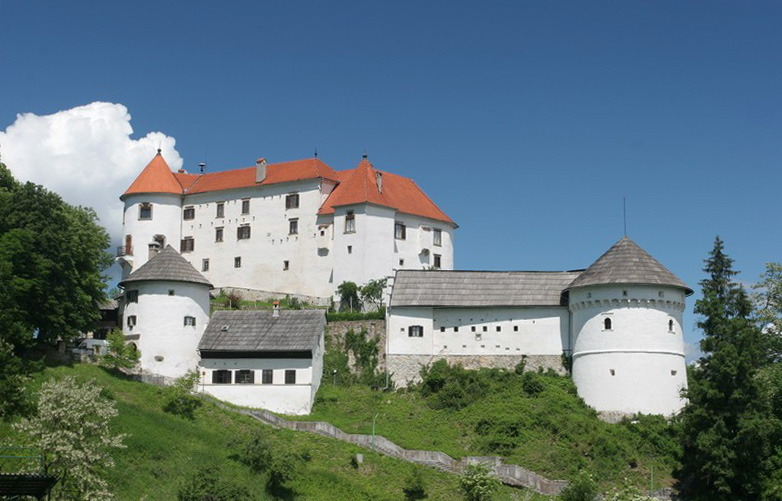
韋萊涅城堡

韋萊涅城堡是位於斯洛維尼亞城市韋萊涅的一座城堡，保存狀況良好。這座城堡現在作為藝術和文化博物館使用。韋萊涅城堡在1270年就已經被提及。